# Passeig de Lluís Companys
Passeig de Lluís Companys är en park i Spanien.   Den ligger i provinsen Província de Barcelona och regionen Katalonien, i den östra delen av landet, 500 km öster om huvudstaden Madrid. Passeig de Lluís Companys ligger 156 meter över havet.
Terrängen runt Passeig de Lluís Companys är kuperad åt nordost, men åt sydväst är den platt.Runt Passeig de Lluís Companys är det ganska tätbefolkat, med 230 invånare per kvadratkilometer. Närmaste större samhälle är Badalona, 19,1 km söder om Passeig de Lluís Companys. Trakten runt Passeig de Lluís Companys består till största delen av jordbruksmark.